# Noche de cuatro lunas
| Оценки критиков | Оценки критиков |
| Источник        | Оценка          |
| --------------- | --------------- |
| Allmusic        | [ 1 ]           |

Noche de cuatro lunas (Но́че де ква́тро лу́нас, «Ночь четырёх лун») — студийный альбом испанского певца Хулио Иглесиаса, выпущенный в 2000 году на лейблах  Columbia Records и Sony Music Entertainment. Релиз занял третье место в чарте Billboard Top Latin Albums и получил в США статус платиного, разойдясь тиражом в 100 000 копий.

## Список композиций
1. «Gozar la Vida» — 3:46
2. «Día a Día» — 4:36
3. «Me Siento de Aquí» — 4:14
4. «Te Voy a Contar Mi Vida» — 4:56
5. «No Es Amor Ni Es Amar (Gone Too Far)» — 4:30
6. «Corazón Partío» — 4:50
7. «Seremos Libres» — 5:06
8. «Dos Corazones, Dos Historias (Dos Corações E uma Historia)» — 3:56
9. «Mal Acostumbrado (Mal Acostumado)» — 5:10
10. «Vida» — 4:09
11. «Mamacita (Paparico)» — 3:36
12. «La Empalizada» — 3:36
13. «Noche de Cuatro Lunas (American Lady)» — 4:04

## Сертификации
| Регион                                                      | Сертификация       | Продажи  |
| ----------------------------------------------------------- | ------------------ | -------- |
| США (RIAA)                                                  | Платиновый (Latin) | 100 000^ |
| ^ Данные о тиражах приведены только на основе сертификации. |                    |          |